# Жіночий фільм

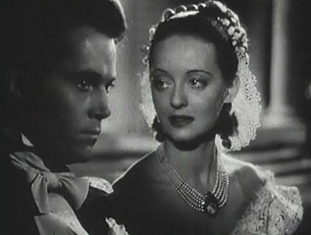
Бетті Девіс і Генрі Фонда у фільмі «Єзавель» (1938), одному з квінтесенційних жіночих фільмів. Девіс грає південну красуню, яка втрачає нареченого (Фонда) та її соціальне становище, коли вона кидає виклик умовам.

Жіночий фільм ― кіножанр, який включає наративи, орієнтовані на жінок і призначений привернути увагу жіночої аудиторії. Жіночі фільми зазвичай зображують «жіночі» проблеми, що обертаються навколо домашнього життя, сім'ї, материнства, самопожертви та романтики. Жіночі фільми зроблені для жінок, переважно чоловіками-сценаристами і режисерами, в той час як жіноче кіно зроблене жінками-кінематографістками.
Ці фільми вироблялися починаючи з епохи німого кіно, протягом 1950-х ― початку 1960-х, але найбільшою популярністю користувалися у 1930-х і 1940-х роках, досягнувши зеніту під час Другої світової. Хоча Голлівуд продовжував знімати фільми, що характеризуються деякими елементами традиційного жіночого фільму у другій половині ХХ століття, сам термін зник у 1960-х. Роботи режисерів Джорджа К’юкора, Дугласа Сірка, Макса Офюльса та Йозефа фон Штернберга асоціюються з жанром жіночого фільму. Джоан Кроуфорд, Бетт Девіс і Барбара Стенвік були одними з найбільш плідних зірок цього жанру. 
Витоки жанру можна простежити до німих фільмів Девіда Гріффіта. Історики та критики кіно визначили жанр і канон заднім числом. До того як жіночий фільм став відомим жанром у 1980-х, багато класичних жіночих фільмів називали мелодрамами.

## Визначення
Коли жіночий фільм був ще на стадії зародження, він не розглядався як повністю незалежний жанр.  Мері Енн Доан, наприклад, стверджувала, що жіночі фільми не є «чистим жанром».   Жіночий фільм розглядався як тісно пов’язаний і навіть синонімічний мелодрамі.  Іншими термінами, що зазвичай використовуються для опису жіночого фільму, були «драма», «романтика», «історія кохання», «комедійна драма» та «мильна опера».  З кінця 1980 -х років жіночий фільм став відомим жанром кіно.  Вчена-кінознавиця Джастін Ешбі, проте, спостерігає тенденцію у британському кінематографі, яку вона називає «загальним затемненням», згідно з якою фільми, які дотримуються всіх основних принципів жіночого фільму, підпадають під інші жанри. 
Жіночий фільм відрізняється від інших жанрів кіно тим, що він адресований переважно жінкам.  Історикиня кіно Жанін Бесінжер стверджує, що перша з трьох цілей жіночого фільму ― «поставити жінку в центр всесвіту історії».  У більшості інших жанрів кіно, особливо орієнтованих на чоловіків, відбувається навпаки, оскільки жінкам та їх турботам відводять другорядні ролі. Моллі Хаскелл пояснює, що «якщо жінка невблаганно скручує цей Всесвіт, це, можливо, її компенсація за всі всесвіти, де домінують чоловіки, з яких вона була виключена: фільм про гангстерів, вестерн, фільм про війну, поліцейський, фільм-родео, пригодницький фільм».  Друга мета жіночого фільму, на думку Бейсінгера, ― «врешті-решт підтвердити концепцію того, що справжня робота жінки ― це бути жінкою». Романтичний ідеал кохання представлений як єдина «кар'єра», яка гарантує щастя і до якої повинні прагнути жінки.  Третя мета жанру, запропонована Бесінжер, ― «забезпечити тимчасове візуальне звільнення, якесь, хоч і маленьке, ― втечу в суто романтичне кохання, у сексуальне усвідомлення, у розкіш чи у відмову від жіночої ролі».  Бесінжер стверджує, що головна дія жіночого фільму та його найбільше джерело драми та трагедії ― це необхідність зробити вибір.  Героїні доведеться вирішувати між двома або більше шляхами, однаково привабливими, але взаємовиключними, як, наприклад, романтичне кохання та повноцінна робота. Один шлях буде правильним і узгодженим із загальною мораллю фільму, а інший ― неправильним, але він забезпечить звільнення. Оскільки героїні фільмів були покарані за те, що вони пішли неправильним шляхом, і в кінцевому підсумку примирилися зі своїми ролями жінок, дружин і матерів, Бесінжер стверджує, що жіночі фільми «розумно суперечать самі собі» і «легко підтверджують статус-кво для життя жінки». 

## Виявлення характеристик
На відміну від фільмів, орієнтованих на чоловіків, які часто знімаються на відкритому повітрі, більшість жіночих фільмів розгортаються у побутовій сфері,  що визначає життя та роль головної героїні жіночої статі.  У той час як події в фільмах жінок ― весілля, бали, дні народження ― це соціально визначається природою і суспільством, дія в чоловічих фільмах ― переслідування злочинців, які беруть участь у бою . 
Теми жіночих та чоловічих фільмів часто діаметрально протилежні: страх розлуки з коханими, наголос на емоціях, на відміну від страху перед близькістю, пригнічені емоції та індивідуальність у фільмах, орієнтованих на чоловіків.  Умовні сюжети жіночих фільмів обертаються довкола кількох основних тем: любовні трикутники, неодружені матері, незаконні справи, прихід до влади та стосунки матері та дочки. Оповідна модель залежить від діяльності героїні і зазвичай включає жертви, страждання, вибір та змагання.   Жіноче божевілля, депресія, істерія та амнезія були частими сюжетними елементами у голлівудських жіночих фільмах 1940-х років. Ця тенденція мала місце, коли Голлівуд намагався включити аспекти психоаналізу. У медичному дискурсі у таких фільмах, як «Вперед, мандрівник» (1942), « Одержима» (1947) та «Джонні Белінда» (1948), психічне здоров’я візуально представлене красою, а психічні захворювання ― неохайною зовнішністю; здоров'я було відновлено, якщо головна героїня покращила свій зовнішній вигляд.  Дружба серед жінок була досить поширеною,  хоча трактування було поверхневим і зосереджувалося більше на відданості жінок чоловікам та жіночо-чоловічим стосункам, ніж на їх дружбі між собою. 

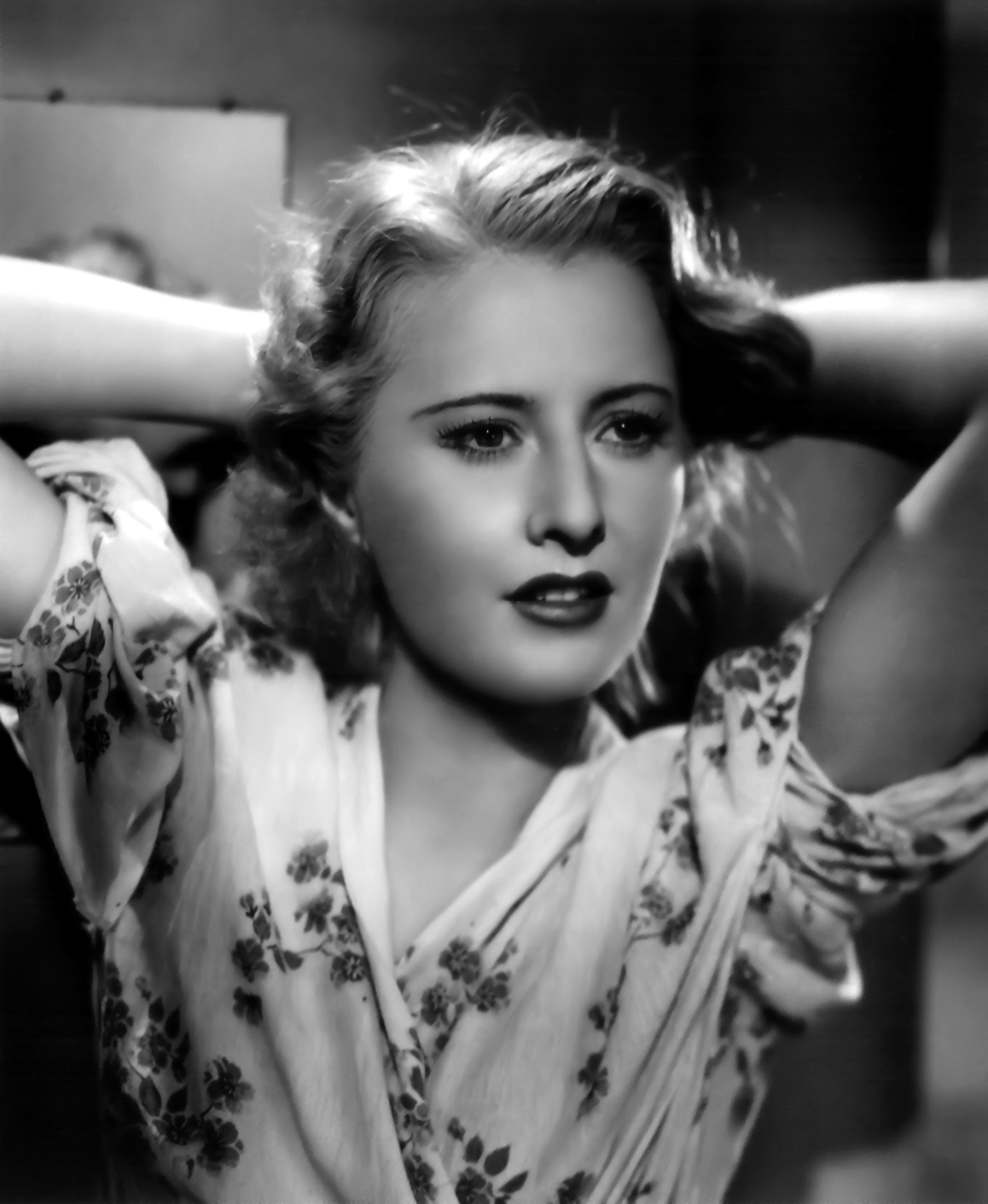
У фільмі « Стелла Даллас» Кінг Відор (1937) Барбара Стенвік грає працюючу матір, яка жертвує своїми зв’язками з донькою, щоб допомогти їй стати частиною вищого класу.

Жіночі фільми, зняті у 1930-ті роки під час Великої депресії, мають сильну тематичну спрямованість на класові проблеми та питання економічного виживання, тоді як жіночі фільми 1940-х років поміщають своїх дійових осіб у світ середнього або вищого середнього класу і більше турбується про емоційні, сексуальні та психологічні переживання героїнь. 
Жінка ― головна героїня зображена як хороша, так і погана.  Хаскелл виділяє три типи жінок, які особливо характерні для жіночих фільмів: надзвичайна, звичайна та «звичайна жінка, яка стає надзвичайною». Незвичайні жінки ― це персонажі, такі як Скарлетт О'Хара та Єзавель, яких грають однаково незвичайні актриси, такі як Вів'єн Лі та Бетт Девіс. Вони незалежні та емансиповані «аристократи своєї статі», які виходять за межі своєї сексуальної ідентичності. Звичайні жінки, навпаки, є такими персонажами, як Лара Антипова, які пов'язані правилами відповідного суспільства, оскільки їх вибір занадто обмежений, щоб звільнитися від своїх обмежень. Звичайна жінка, яка стає надзвичайною, ― це такі персонажі, як Катнісс Евердін, яка «починає як жертва дискримінаційних чи економічних обставин і піднімається через біль, одержимість чи непокору, щоб стати господинею своєї долі».  Залежно від типу героїні, фільм може бути як соціально консервативним, так і прогресивним.  Деякі архетипові персонажі з'являються у багатьох жіночих фільмах: ненадійні чоловіки, інший чоловік, конкурентка, надійний друг, зазвичай старша жінка, і «безстатевий» чоловік, якого часто зображують як літнього чоловіка, який пропонує головній героїні безпеку та розкіш але не висуває до неї сексуальних вимог. 
Поширеним мотивом у голлівудських жіночих фільмах є сестри -допельгангери (часто їх грає одна і та сама актриса), одна хороша і одна погана, які борються за одного чоловіка як Бетті Девіс у її подвійній ролі у фільмі «Вкрадене життя» (1946) та Олівія де Гевілленд у «Темному дзеркалі» (1946).  Хороша жінка зображена як пасивна, мила, емоційна та безстатева, тоді як погана жінка напориста, розумна та еротична. Конфлікт між ними вирішується поразкою поганої жінки.  Центральним елементом фільму британської жінки 1980-х років є мотив втечі. Жіночі фільми дозволяють жінкам-героїням уникнути їхнього повсякденного життя та своїх ролей, призначених для суспільства та статевого життя. Втеча може мати форму подорожі в інше місце, наприклад, до СРСР у «Листі до Брежнєва» (1985) та до Греції в «Ширлі Валентин» (1989), або до освіти, як у «Вихованні Ріти» (1983), та сексуальної ініціації, як у «Бажаю, щоб ти був тут» ( 1987). 
В останні роки елементи «Жіночих фільмів» з'являються у багатьох блокбастерах, таких як «Пірати Карибського моря: Прокляття «Чорної перлини»» (2003), де персонаж Елізабет Свонн вирішує власну долю протягом більшої частини фільму.